# Black Majesty
Black Majesty – australijski zespół grający power metal, powstały w 2001 roku. Ich kompozycje charakteryzują się szybkimi tempami, sprawnymi solami gitarowymi, oraz uczuciowym wokalem. Członkowie przyznają się do inspiracji takimi klasycznymi grupami jak Judas Priest, Iron Maiden, czy Helloween.

## Historia
Black Majesty powstał w 2001 r. w Melbourne, na gruzach kilku miejscowych zespołów, a jego skład pozostaje niezmienny (nie ma stałego basisty, na koncerty dołącza muzyk sesyjny). Niedługo po założeniu, dzięki EP-ce Sands Of Time, formacja zostaje zauważona przez niemiecką wytwórnie muzyczną Limb Music Production. W 2003 roku Australijczycy podpisują z nimi kontrakt na 5 albumów. Jeszcze w tym samym roku powstaje pierwsza studyjna płyta zespołu Sands of Time. Otrzymuje ona przychylne recenzje, min. w japońskim magazynie Burn! uplasowuje się na 3. miejscu "Heavy Metal Import Charts". Zaś w australijskim magazynie "Full Strength" Black Majesty zostaje wybrany najlepszym, nowym zespołem metalowym. W 2005 roku, podczas trasy promującej ich drugi album Silent Company, zespół po raz pierwszy koncertuje w Europie, gdzie uczestniczy w znanym niemieckim festiwalu Headbangers Open Air Festival. Rok później odbywa tournée po Australii wraz z Dragonforce. Również w tym samym roku ruszają prace nad kolejną płytą zatytułowaną Tomorrowland, która ukazuje się w 2007 roku. Australijczycy po raz kolejny koncertują na Starym Kontynencie, tym razem uczestnicząc w dwóch wielkich festiwalach: niemieckim Wacken Open Air, oraz czeskim Masters Of Rock. W 2008 roku Black Majesty supportuje Helloween (28 - 29 lutego) i Saxon (6 - 7 maja) podczas ich koncertów w Australii. Na początku 2009 roku ruszyły prace nad nowym, czwartym w karierze albumem studyjnym. W tym samym roku zespół supportuje Paula Di'Anno na jego trzech koncertach w krainie kangurów.

## Skład
- John Cavaliere - wokal
- Hanny Mohamed - gitara
- Stevie Janevski - gitara
- Pavel Konvalinka - perkusja

## Dyskografia
- 2002 - Sands of Time (EP)
- 2003 - Sands of Time
- 2005 - Silent Company
- 2007 - Tomorrowland
- 2010 - In Your Honour
- 2012 - Stargazer